# Janne Korpi
Janne Korpi (* 5. února 1986, Vihti) je finský snowboardista a žokej.
Zúčastnil se Zimních olympijských her 2006 v Turíně, kde dojel dvacátý na U–rampě a ZOH 2010 ve Vancouveru s výsledným jedenáctým místem ve stejné disciplíně. Na mistrovství světa 2007 získal bronzovou medaili v Big Air.
Jeho otcem je finský žokej Pekka Korpi.